# Elwood (Utah)
Elwood es una localidad del condado de Box Elder, estado de Utah, Estados Unidos. Según el censo de 2000, la población era de 678 habitantes.

## Geografía
Elwood se encuentra en las coordenadas 41°40′27″N 112°8′29″O / 41.67417, -112.14139.
Según la oficina del censo de Estados Unidos, la localidad tiene una superficie total de 19,9 km². De los cuales 19.8 km² son de tierra y un 0,13% está cubierto de agua.

## Demografía
Según el censo de 2000, había 678 habitantes, 194 casas y 170 familias residían en la localidad. La densidad de población era 34,2 habitantes/km². Había 198 unidades de alojamiento con una densidad media de 10,0 unidades/km².
La máscara racial de la ciudad era 93,95% blanco, 0,44% indio americano, 1,33% asiático, 0,17% de las islas del Pacífico, 3,10% de otras razas y 1,18% de dos o más razas. Los hispanos o latinos de cualquier raza eran el 4,28% de la población.
Había 194 casas, de las cuales el 47,4% tenía niños menores de 18 años, el 76,3% eran matrimonios, el 5,2% tenía un cabeza de familia femenino sin marido, y el 11,9% no eran familia. El 11,9% de todas las casas tenían un único residente y el 6,7% tenía sólo residentes mayores de 65 años. El promedio de habitantes por hogar era de 3,49 y el tamaño medio de familia era de 3,79.
El 37,9% de los residentes era menor de 18 años, el 8,6% tenía edades entre los 18 y 24 años, el 24,0% entre los 25 y 44, el 20,6% entre los 45 y 64, y el 8,8% tenía 65 años o más. La media de edad era 29 años. Por cada 100 mujeres había 109,3 hombres. Por cada 100 mujeres de 18 años o más, había 110,5 hombres.
El ingreso medio por casa en la ciudad era de 46.406$, y el ingreso medio para una familia era de 52.292$. Los hombres tenían un ingreso medio de 37.500$ contra 21.875$ de las mujeres. Los ingresos per cápita para la localidad eran de 15.233$. Aproximadamente el 3,4% de las familias y el 4,3% de la población estaban por debajo del nivel de pobreza, incluyendo el 4,2% de menores de 18 años y el 7,4% de mayores de 65.
- Datos: Q2890560
- Multimedia: Elwood, Utah / Q2890560